# Aethiessa
Aethiessa (Burmeister, 1842) è un genere di coleotteri appartenenti alla famiglia degli Scarabeidi (sottofamiglia Cetoniinae).

## Descrizione

### Adulto
Sono coleotteri di medie dimensioni che presentano un corpo tozzo e robusto. Sono generalmente di colori opachi, tra il nero e il marrone molto scuro e la maggior parte delle specie presenta delle squame bianche sul dorso che, a seconda della specie, ricoprono una zona più o meno grande o essere del tutto assenti. Inoltre presentano le zampe leggermente più lunghe in relazione al corpo, rispetto ai generi affini Protaetia e Cetonia.

### Larva
Le larve si presentano come dei vermi a forma di "C". Presentano le tre paia di zampe e la testa sclerificate.

## Biologia
Gli adulti generalmente appaiono a primavera o in estate e sono di abitudini diurne. La maggior parte delle specie si nutre di fiori, mentre altre prediligono la linfa o la frutta matura. Le larve si sviluppano nel legno morto o nel terreno, nutrendosi di materia vegetale in decomposizione.

## Tassonomia
Al genere Aethiessa appartengono le seguenti specie:
- Aethiessa feralis Erichson, 1841
- Aethiessa floralis (Fabricius, 1787)
- Aethiessa martini Bedel, 1889
- Aethiessa mesopotamica Burmeister, 1842
- Aethiessa rugipennis Burmeister, 1842
- Aethiessa szekessyi Brasavola, 1939